# Svetozar Borojević von Bojna
Svetozar Borojević von Bojna, född 13 december 1856 i Umetić, död 23 maj 1920 i Klagenfurt, var en österrikisk-ungersk friherre och militär. Borojević var en ytterst skicklig strateg och räknas av moderna militärhistoriker som en av första världskrigets främsta generaler.  

## Biografi
Borojević föddes den 13 december 1856 i byn Umetić, nära Hrvatska Kostajnica, i dåvarande kejsardömet Österrike. Han inledde sin militära karriär år 1876 då han fick tjänst som officer vid infanteriet. 1897 blev Borojević överste och steg sedan snabbt i graderna, för att slutligen befordras till general av infanteriet år 1913. Vid första världskrigets utbrott förde Borojević befäl över den österrikiska 6:e kåren i Galizien. I september samma år tog han över ledningen över 3:e armén och deltog den 10 oktober i den framgångsrika undsättningen av det belägrade Przemyśl.
Vid Italiens inträde i kriget förflyttades Borojevic till fronten Alperna, där han under två års tid slog tillbaka elva italienska offensiver. 1918 deltog han sedan i den tysk-österrikiska Caporetto-offensiven och befordrades samma år till fältmarskalk. Efter dubbelmonarkins sammanbrott erhöll han i oktober 1918 avsked och slog ner i Klagenfurt i Kärnten, där han avled den 23 maj 1920.

### Webbkällor
- Austro-Hingarian Army.co.uk - Svetozar Boroević von Bojna (på engelska)